# Oleo
Oleo ist ein Jazzstandard, der von Sonny Rollins 1954 geschrieben wurde.

## Entstehungsgeschichte
Sonny Rollins hat in seiner Frühzeit seine Kompositionen meist erst im Aufnahmestudio ausgearbeitet. Mit einigen Notizen zog er sich dann in eine Ecke zurück, um das Werk fertigzustellen. So soll es auch bei Oleo gewesen sein. Der Titel ist nach einer billigen Margarine benannt, die damals in den Vereinigten Staaten sehr populär war.

## Charakteristika der Komposition
Oleo baut als bebop head auf den Harmonien von I Got Rhythm und dessen konventioneller Liedform AABA auf. Allerdings verblüfft es „mit einem raffinierten rhythmischen Verwirrtrick.“ Das bopige Ausgangsmotiv (b-g-c) wird wie das Morsezeichen für r (kurz-lang-kurz) betont, setzt im ersten Takt auf „1 und“ ein und wird auf „4 und“ fortgesetzt (b-g-d), aber mit einem Achtelnotenlauf abgemildert. Es kommt dann schon ab „3 und“ in Takt 4 wieder (b-g-c, b-g-b). „Dennoch ergibt sich aus diesen unregelmäßigen Morsesignalen ein melodisches Ganzes“

## Originalversion
Die erste Einspielung von Oleo fand am 29. Juni 1954 mit dem Quintett von Miles Davis statt, dessen Saxophonist Rollins damals war (zur Rhythmusgruppe gehörten Horace Silver, Percy Heath und Kenny Clarke). Die A-Teile wurden in der Originalversion von Trompete, Saxophon und Bass vorgestellt, während im Teil B Klavier, Bass und Schlagzeug improvisierten. Bis heute wirkt dieses erste  Arrangement des Titels in vielen Versionen nach.
Das Stück blieb bei Miles Davis lange im Programm und wurde auch immer wieder aufgenommen, etwa 1956 mit John Coltrane, 1959 mit seinem klassischen Sextett (Coltrane, Cannonball, Bill Evans) oder 1965 mit seinem Quintett der 1960er Jahre (mit Wayne Shorter und Herbie Hancock). „Über die Jahre verlor Oleo jedoch die Relaxtheit der Ersteinspielung und verwandelte sich Schritt um Schritt in ein modales Super-Tempostück.“
Auch Sonny Rollins hatte, nachdem er Davis verließ, das Stück in seinem Repertoire, wie Liveaufnahmen seit 1959 dokumentieren. Besonders herausragend ist der Mitschnitt aus dem Jazzclub The Village Gate vom Sommer 1962, wo er den Titel verwendet, um mit Don Cherry und Billy Higgins in den Free Jazz aufzubrechen: Das Thema von Oleo „ist da nur noch Startrampe für eine formal befreite, hoch expressive Exkursion mit duettierenden und kommentierenden Strukturen.“ Das Stück wird in einen Jazzblues im halben Tempo aufgelöst.

## Auf dem Weg zum Jazzstandard
Zahlreiche weitere Musiker haben sich mit Oleo beschäftigt, von Ray Bryant, Hampton Hawes und Red Garland bis hin zu George Shearing, Barry Harris und Keith Jarrett. Eric Dolphy interpretierte den Titel 1961 auf der Bassklarinette. Zahlreiche weitere Holzbläser folgten, von Pepper Adams, Dave Liebman und Bobby Watson bis hin zu Donald Harrison, Joe McPhee und James Carter. Auch für Gitarristen ist der Titel reizvoll, wie Versionen von Pat Martino, Jimmy Raney oder Joe Pass ebenso wie die von Mike Stern, Peter O’Mara oder Larry Coryell, belegen.